# Йохан IV (Бранденбург)
Йохан IV (на немски: Johann IV; * 1261, † 1305) от род Аскани, е маркграф на Бранденбург като сърегент от 1286 до 1305 г.

## Живот
Той е най-големият син на маркграф Конрад I от Бранденбург (1240 – 1304) и втората му съпруга Констанция Великополска от Полша († 1281), от род Пясти, дъщеря на херцог Пшемисъл I (1220 – 1257) от Велика Полша и на Елжбета Вроцлавска (1232 – 1265). По бащина линия той е внук на маркграф Йохан I от Бранденбург (1213 – 1266) и на София Датска (1217 – 1247), дъщеря на крал Валдемар II от Дания. Йохан е брат на Ото VII († 1308), Валдемар (* ок. 1280, † 14 август 1319) и на Агнес († 1329), омъжена от 1300 г. за граф Албрехт I от Анхалт-Цербст († 1316).
След смъртта на баща му през 1304 г. Йохан IV управлява Маркграфство Бранденбург като сърегент, заедно с бездетния му чичо Ото IV „със стрелата" (1238 – 1308) и братовчед му Херман III „Дългия“ (1298 – 1308), синът на Ото V.
Йохан се жени през 1302 г. за Хедвиг (1272 – 1343), дъщеря на Хайнрих V от Силезия, и умира през 1305 г.